# Kwas 3-nitrobenzoesowy
Kwas 3-nitrobenzoesowy – organiczny związek chemiczny, pochodna kwasu benzoesowego.